# پارک ملی کیسلوودسک
پارک ملی کیسلوودسک (انگلیسی: Kislovodsk National Park) یک پارک ملی حفاظت‌شده در سرزمین استاوروپول کشور روسیه است.